# Kerkidas
Kerkidas z Megalopolis (gr. Κερκιδᾶς, łac. Cercidas; ur. ok. 290 p.n.e., zm. ok. 220 p.n.e.) – poeta i filozof grecki. 
Polityk i prawodawca Związku Achajskiego. Był człowiekiem zamożnym, lecz w swej twórczości potępiał niesprawiedliwość podziału dóbr.